# Сандрово (Архангельская область)
Сандрово — деревня в Плесецком районе Архангельской области.

## География
Находится в западной части Архангельской области на расстоянии приблизительно 41 км на юг-юго-запад по прямой от административного центра района поселка Плесецк на правом берегу реки Моша.

## История
В 1873 году здесь (деревня Каргопольского уезда Олонецкой губернии было учтено 8 дворов, в 1905 — 12. До 2021 года входила в Федовское сельское поселение до его упразднения.

## Население
Численность населения: 55 человек (1873 год), 61 (1905), 33 (русские 97 %) в 2002 году, 26 в 2010.